# Corba (Einheit)
Die Corba war ein altes italienisches Getreide- und Flüssigkeitsmaß. In Bologna galt es vorrangig als Weinmaß und Fruchtmaß. Es kann mit Korb gedeutet werden.

## Getreidemaß
- 1 Corba = 3720 Pariser Kubikfuß = 73 ¾ Litre
- 1 Corba = 2 Stari = 8 Quarteroni (Quartiroli) = 32 Quarticeni = 0,0758 Kubikmeter[1]
- 1 Corba Weizen = 160 bologneser Pfund

## Weinmaß
- 1 Corba = 2 Mezze
- 1 Corba = 7859,3 Zentiliter = 3962 Pariser Kubikfuß
- 1 Corba = 4 Quarterolle = 60 Boccali = 240 Foglietti = 0,0758 Kubikmeter[2]

Die Quartarole wurde in 15 Boccali (Becher) oder 60 Fogliette (Gläschen) geteilt.
Nach anderer Quelle 1 Corba = 3720 Pariser Kubikfuß
Das kleinere Maß Boccali, Boccale, Bocale stand für Pokal/Becher und war weiter verbreitet: Turin, Mailand, Rom und Sardinien.

## Fruchtmaß
- 1 Corba = 7864,5 Zentiliter  7859,3 Zentiliter = 3964,7 Pariser Kubikfuß
- Die Corba wurde in 2 Stajo mit 16 Quartiroli geteilt.

## Abweichung
Nach anderer Quelle ist die Corba für Frucht wie für Wein = 78,593 Liter.
- 1 Corba = 17,2978 englische Imperial Gallone
- 1 Corba = 1,3884 Wiener Eimer

Mezza-Corba, die Halbcorbe, war die Hälfte der Corba.
- 1 Mezza-Corba = 1860 Pariser Kubikzoll = 36 17/20 Liter
- 1 Mezza-Corba = 2 Quarterolen = 30 Boccali/Becher = 120 Foglietti/Gläschen[5]